# Polissoir de la Motte
Le polissoir de la Motte ou polissoir de la Pierre Couverte est un polissoir situé à Beaugé, dans le département français de Maine-et-Loire.

## Historique
Le polissoir était situé à environ 265 m au nord-nord-ouest du dolmen de la Pierre-Couverte à Pontigné. Le bloc fut déplacé le 1er février 1907 et donné par E. Esnault. Il est désormais installé près du château de Baugé.

## Description
C'est un bloc de grès de 2,10 m de longueur sur 1,25 m de largeur et épais de 0,42 m  à 0,55 m. Il comporte deux rainures de polissage parallèles, de respectivement 0,58 m et 0,55 m de longueur sur une profondeur de 3 cm de longueur, entourées par quatre cuvettes ovalaires.